# Buckley (Waszyngton)

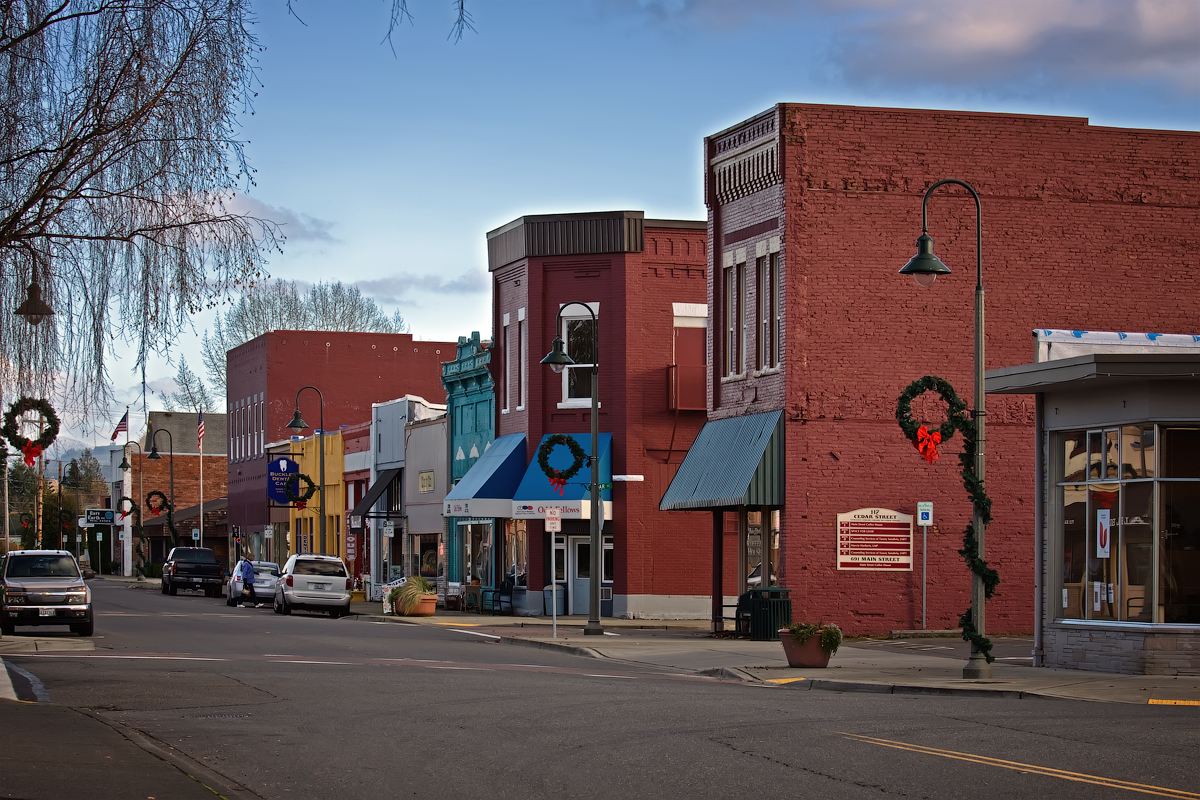
Buckley

Buckley – miasto w Stanach Zjednoczonych, w stanie Waszyngton, w hrabstwie Pierce.